# Baccharis riograndensis
Baccharis riograndensis là một loài thực vật có hoa trong họ Cúc. Loài này được Malag. & J.E.Vidal mô tả khoa học đầu tiên năm 1949.